# Juan Bautista Villalpando
Juan Bautista Villalpando (Córdoba (Spanje), 1552 - Rome, 1608) was een Spaanse jezuïet, wiskundige en architect. Meest gekend is hij door zijn Ezechielem Explanationes. Deze tekst bevat een reconstructie van de Tempel van Salomo en beschrijvingen van Jeruzalem, allen gebaseerd op de visioenen van Ezechiël.

## Levensloop
Villalpando studeerde geometrie en architectuur bij Juan de Herrera, de architect van Filips II van Spanje. Na zijn inwijding als jezuïet wijdde hij zich volledig aan de exegese van het Oude Testament. Ook schreef hij theoretische traktaten over zwaartekracht, geometrie en architectuur. Op architecturaal vlak leverde Villalpando zijn bijdrage met de kathedraal in Baeza en de San Hermenegildo-kerk in Sevilla.

## Werken

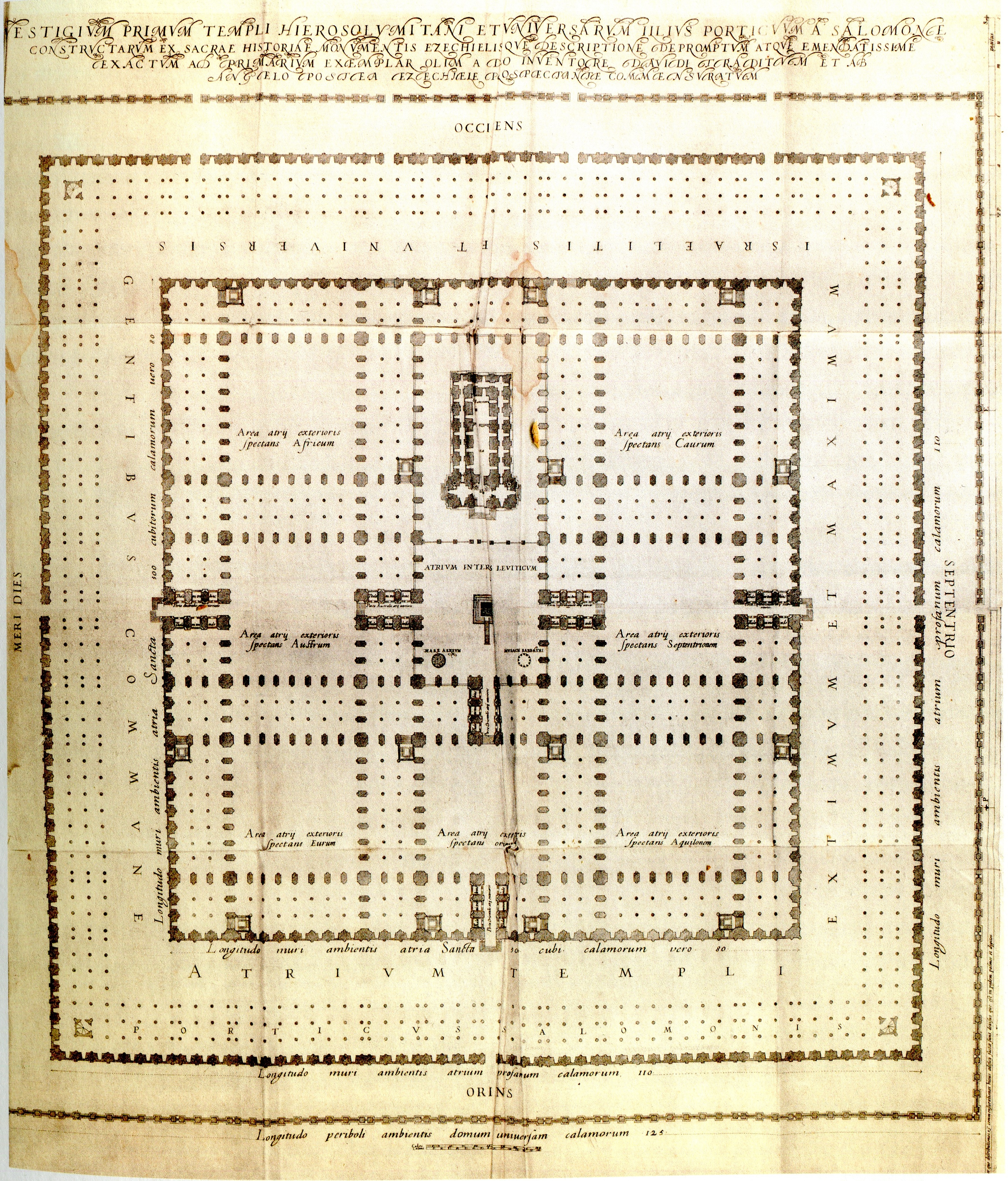
Tempelplattegrond door Villapando

Villalpando's belangrijkste werk als een geleerde was een commentaar op de profeet Ezechiël, die werd gepubliceerd met de steun van Philip II. Deze tekst bevat imaginaire reconstructies van de Tempel van Salomo en afbeeldingen van Jeruzalem, die beroemd en invloedrijk waren. Ze waren gebaseerd op de visioenen van de profeet Ezechiël, en verscheen in zijn Ezechielem Explanationes. Ze inspireerde vele Europese illustratoren en werden verspreid onder de bouwmeesters van de 17e eeuw. 
Zijn tekeningen waren gebaseerd op de veronderstelling dat de gebouwen van Jeruzalem werden ontworpen met behulp van de wetten van de geometrie, en ze waren getekend in parallelle of orthografische projectie, die Villalpando vergeleek met het beeld dat God zag. Bovendien stelden ze een originele verband voor tussen de klassieke ordes en de Tempel van Salomo. Na de herpublicatie van Vitruvius' De architectura in de Renaissance, waarin stond dat de oorsprong van de ordes lag in de architectuur van het oude Griekenland. Villalpando herinterpreteerde hen om ze te voorzien in een hogere autoriteit. Zijn mening was dat ze waren afgeleid van de architectuur van de Tempel van Salomo, waardoor het combineren van de Bijbel met de antieke architectuur beschreven in de tekst van Vitruvius, en het vinden van de oorsprong van de klassieke architectuur in God. De illustraties bracht een inquisitie onderzoek tegen Villalpando, stellende een verkeerde interpretatie van de heilige schriften, die echter werd besloten in zijn voordeel. Naar de mening van sommige kunsthistorici, hadden Villalpando's illustraties van de tempel van Salomo een invloed op tal van ontwerpen van kloosters van de barokke tijdperk, alsmede op het gerasterde regelingen van stedelijke planning. De beelden van Villalpando werden ook gebruikt in het ontwerp van de protestantse kerken en synagogen, althans in de 17e eeuw.
Sommige kritieken op het werk Villalpando over de Tempel van Salomo zorgen voor interessante punten die relevant zijn voor zowel de architectuur en filosofie. Een architectonische kritiek is de overdreven grootte van de onderbouw van de tempel in zijn ontwerpen. Overigens is dit kenmerk vervolgens gebruikt door Fischer von Erlach in zijn Entwurf einer historischen Architektur, een vroege geschiedenis van de architectuur. Een tweede punt van kritiek is in verband met het ontbreken van een archeologische basis, en afgezien van het detail van de vertolkingen, een gebrek aan realisme. Een tekstuele kritiek richt zich op zijn falen om joodse bronnen gescheiden te houden van de Hebreeuwse Bijbel, zoals de geschriften van Josephus, de Talmoed, en de geschriften van Maimonides.
Villalpando schreef ook theoretische traktaten over zwaartekracht, geometrie en architectuur, houden zich vooral bezig met het overbrengen van de geometrische principes van constructies. De grote geleerde van de fysica, Isaac Newton maakte gebruik van de werken van Villalpando in zijn studies over de architectuur.
- Bibliothèque nationale de France: cb12264425f (data)
- Gemeinsame Normdatei: 124889778
- International Standard Name Identifier: 0000 0001 0876 4476
- Library of Congress Control Number: nr93019364
- Nationale Bibliotheek van Tsjechië: ola2005262652
- Nationale bibliotheek van Australië: 61544443
- Nationale Bibliotheek van Israël: 987007285030405171
- Nederlandse Thesaurus van Auteursnamen: 166264385
- Réseau des bibliothèques de Suisse occidentale: 02-A024946854
- RKD-Nederlands Instituut voor Kunstgeschiedenis: 422246
- Istituto Centrale per il Catalogo Unico: RMLV026055
- LIBRIS: 314575
- Système universitaire de documentation: 066912377
- Trove: 1711989
- Union List of Artist Names: 500034369
- Virtual International Authority File: 19736393
- WorldCat: E39PBJhtbPGYTpPqrdC3YqqCwC